# Maria Anna Thekla Mozartová
Maria Anna Thekla Mozartová (25. září 1758 Augsburg – 25. ledna 1841 Bayreuth), přezdívaná Marianne, známá jako Bäsle (malá sestřenice), byla sestřenice a přítelkyně Wolfganga Amadea Mozarta.

## Životopis
Narodila se v Augsburgu v Německu. Byla třetím a jediným přeživším dítětem Franze Aloise Mozarta (mladšího bratra Mozartova otce Leopolda) a Marie Victorie Eschenbachové. V říjnu roku 1777 se ve svých devatenácti letech v Ausburgu seznámila se svým bratrancem Wolfgangem. Tito dva mladí lidé k sobě měli blízký vztah, pravděpodobně i intimní.
Z jejich korespondence se dochovalo deset dopisů, všechny od Wolfganga Marianně. Přezdívá se jim Bäsle (v překladu z němčiny "malá sestřenice"). Pozoruhodné jsou především díky množství sexuálního humoru.
Po návratu Mozarta z Paříže přijala jeho pozvání (které dostala ve výše citovaném dopise) a navštívila celou jeho rodinu v Salcburku. V lednu roku 1779 jej doprovázela z Mnichova do Salcburku a zůstala zde dva a půl měsíce, navzdory nesouhlasu jeho otce. Možná doufala ve sňatek s Wolfgangem, avšak jejímu přání nebylo vyhověno. Vztah mezi nimi ochladl a naposledy se sešli v Augsburgu v březnu roku 1781.
Marianne byla vzdělávána v Mnichově odpovídajícím způsobem vzhledem ke svému postavení ve společnosti. Byla popisována jako krásná, milá, vtipná a životaplná dívka. V roce 1784 porodila nelegitimní dítě, dceru Marii Josefu. Jejím otcem byl doktor Theodor Franz de Paula Maria Baron von Reibeld, který se finančně o matku i dítě postaral.
Marianne Mozartová zůstala po celý život neprovdána. Po smrti své matky, která v roce 1791 ovdověla, se v roce 1808 přestěhovala za dcerou a zetěm, poštmistrem Franzem Josefem Streitelem. Její jediný vnuk Carl Josef zemřel v roce 1803 ještě jako kojenec. V roce 1812 se přestěhovala do Kaufbeurenu a v roce 1814 se s celou rodinou usadila nakonec v Bayreuthu, kde žila celých 27 let až do své smrti.
Padesát let po svém slavném bratranci zemřela Marianne v Bayreuthu ve věku 82 let. V jejích věcech byl nalezen obraz Mozarta, který jí v roce 1778 poslal z Mannheimu. O patnáct měsíců později zemřela i její dcera ve věku 58 let. Obě byly pohřbeny na okresním hřbitově v Bayreuthu, ale hroby již nejsou k nalezení. Během let byly přidělány pamětní desky na jejich dům a k branám hřbitova.